# Hyperbarická oxygenoterapie

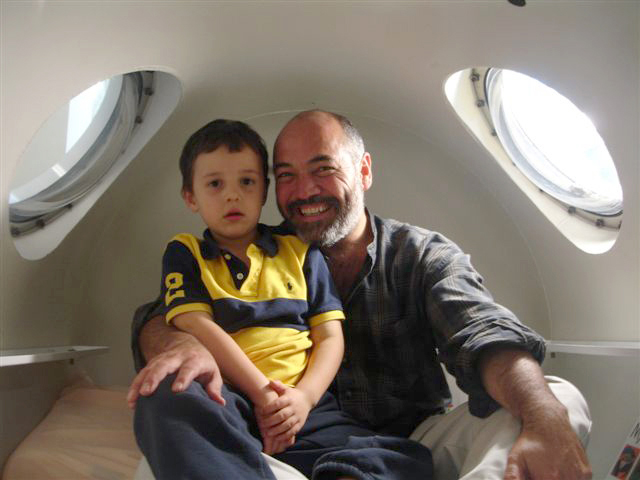
Ukázka vícemístných kyslíkových komor

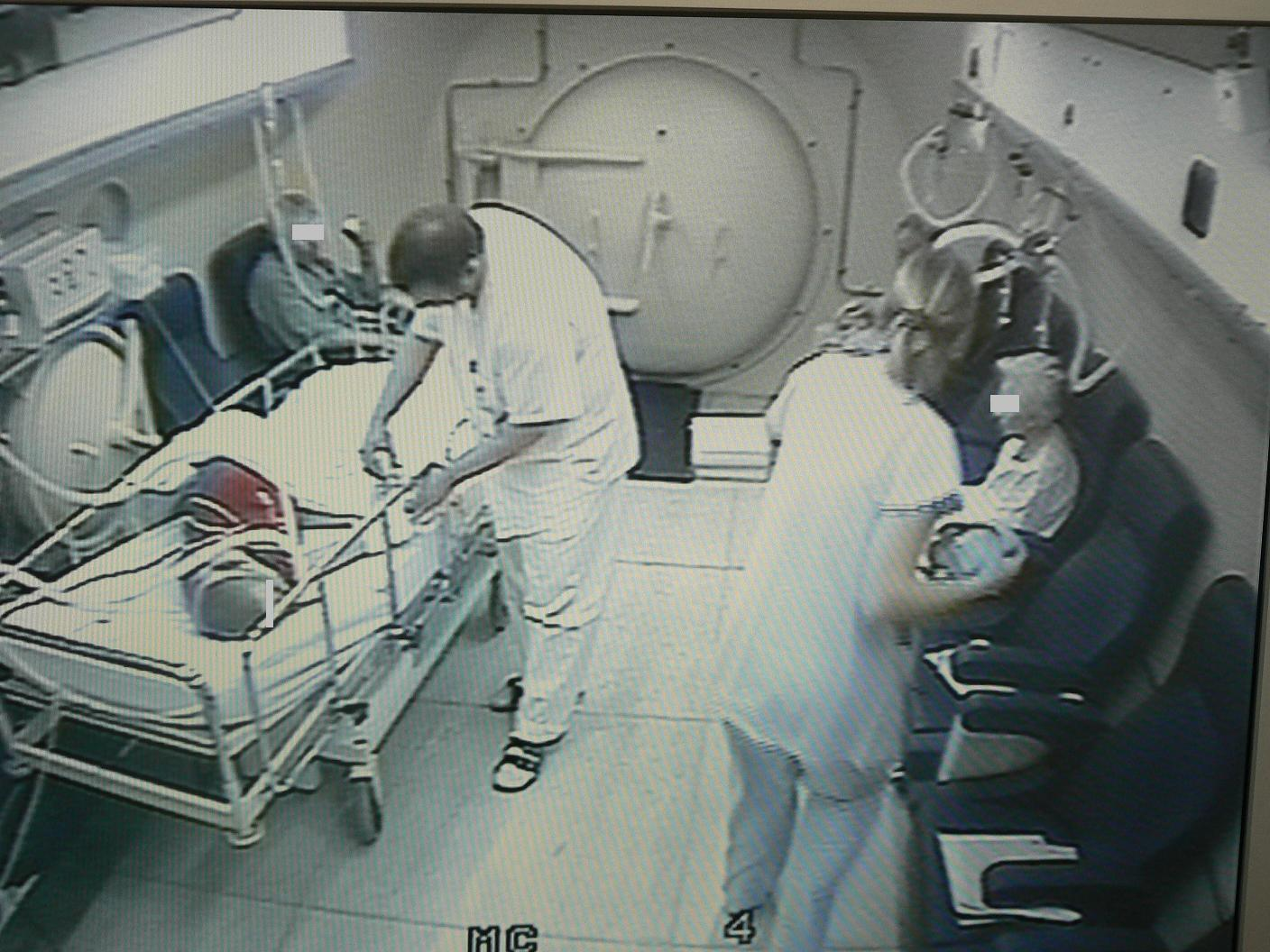
Ošetřování pacientů v hyperbarické komoře

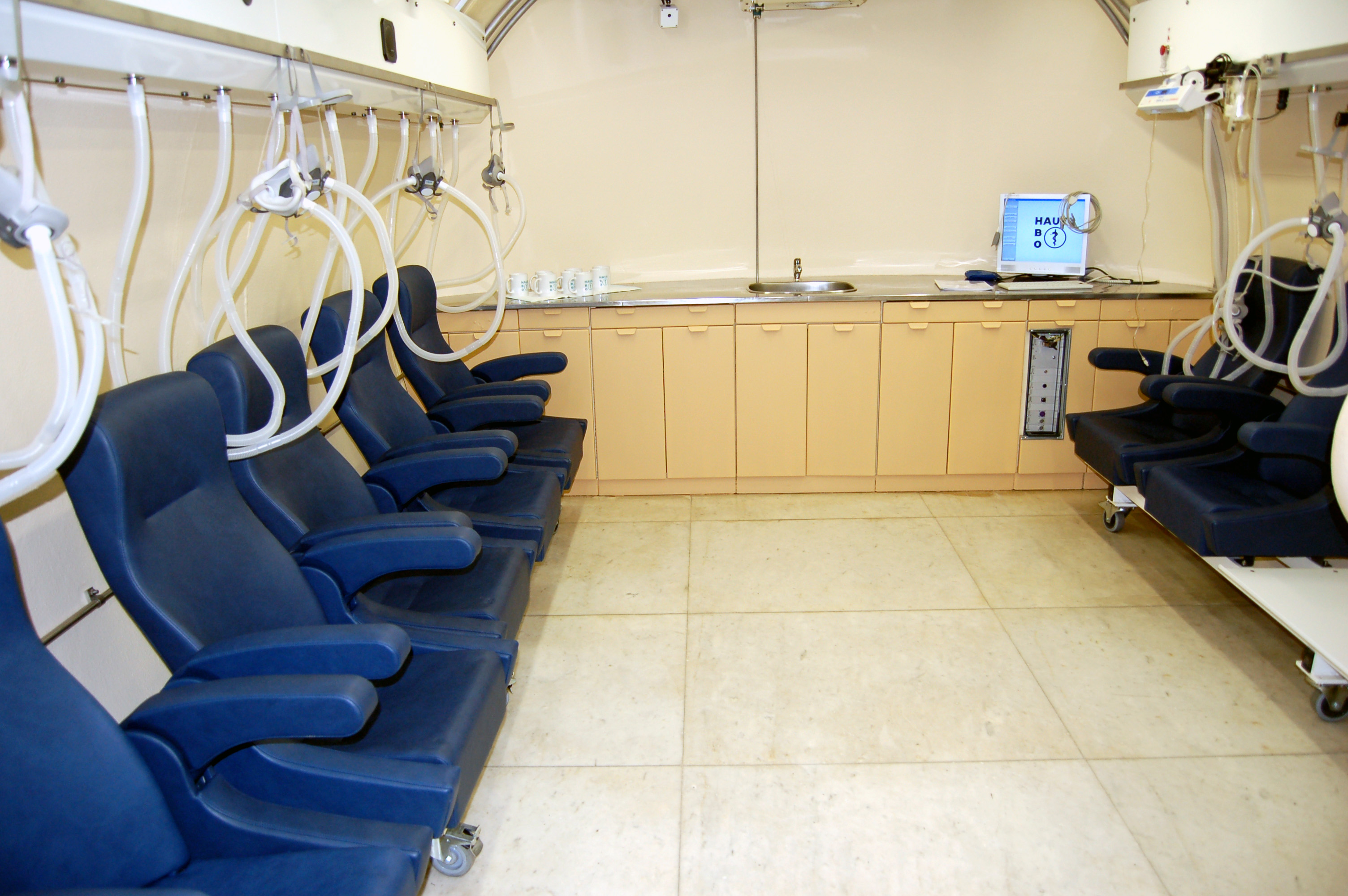
Vícemístná hyperbarická komora

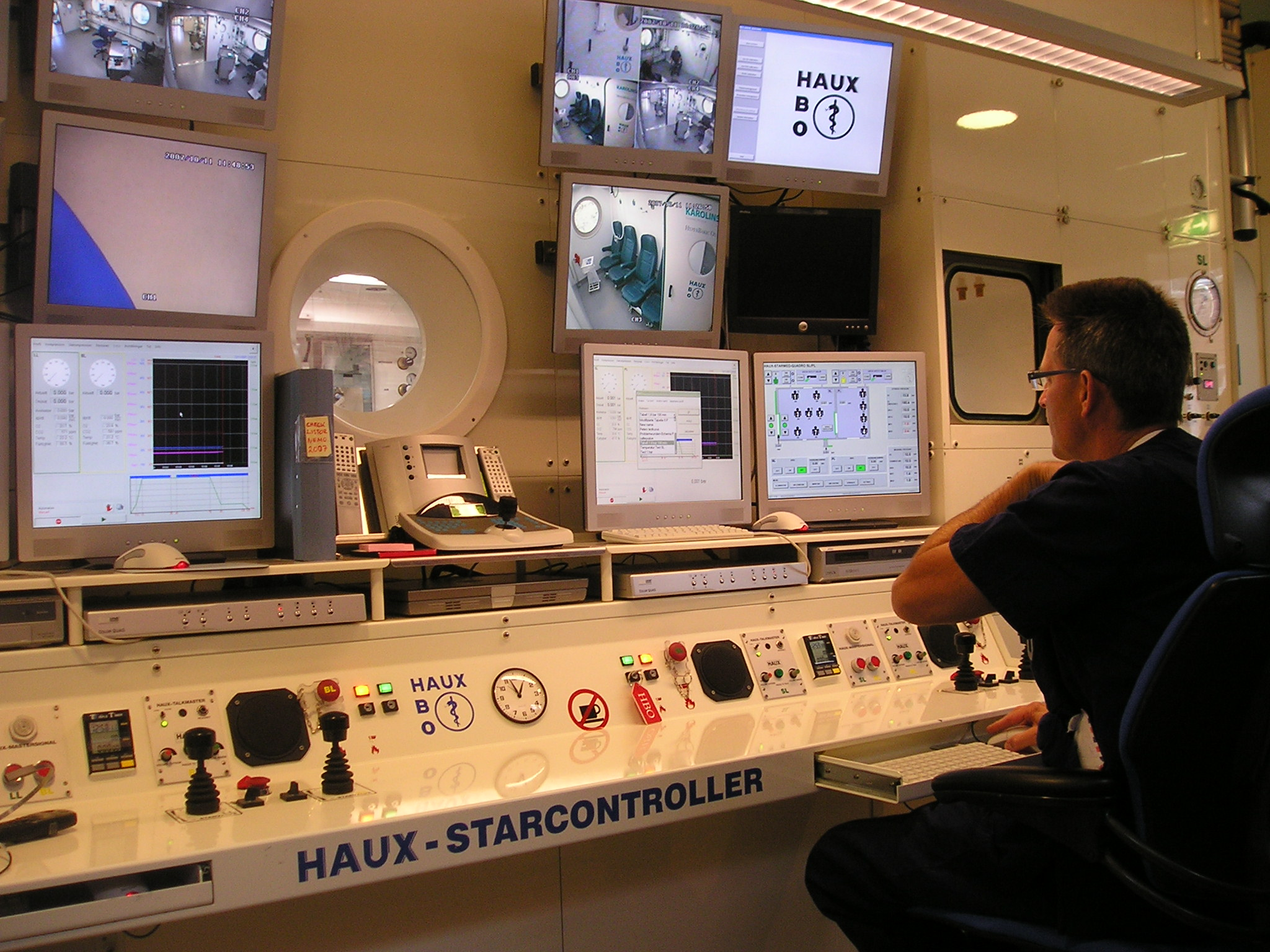
Řídicí a kontrolní stanoviště vícemístné hyperbarické komory

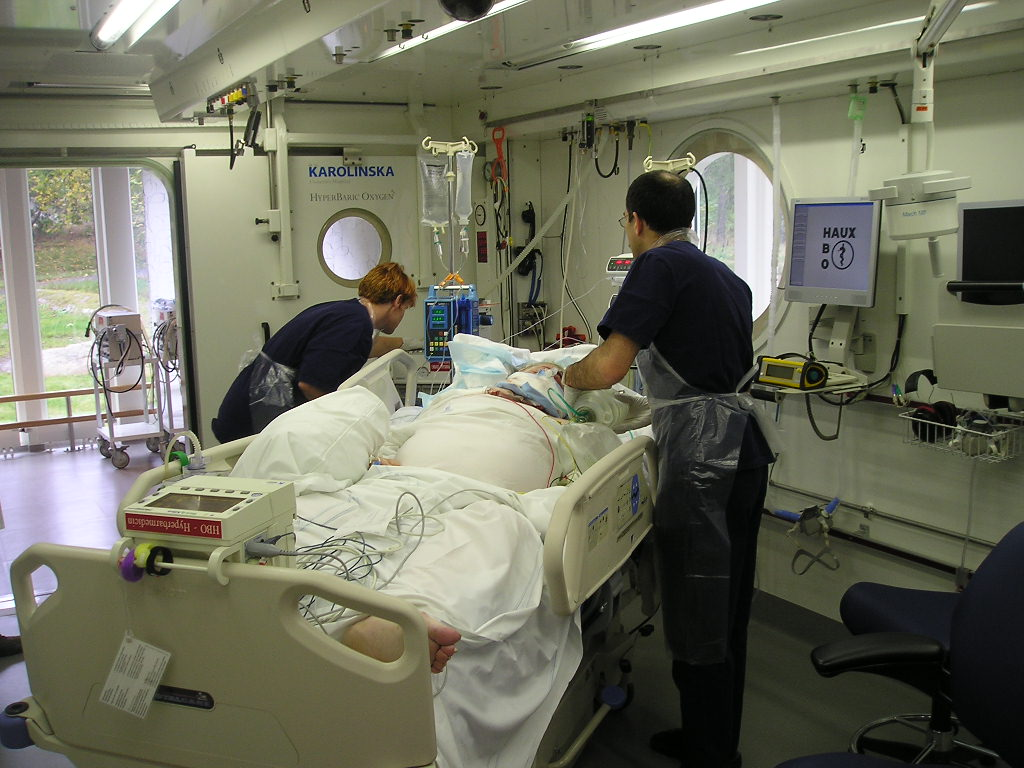
Léčba pacienta v režimu intenzivní péče na umělé plicní ventilaci

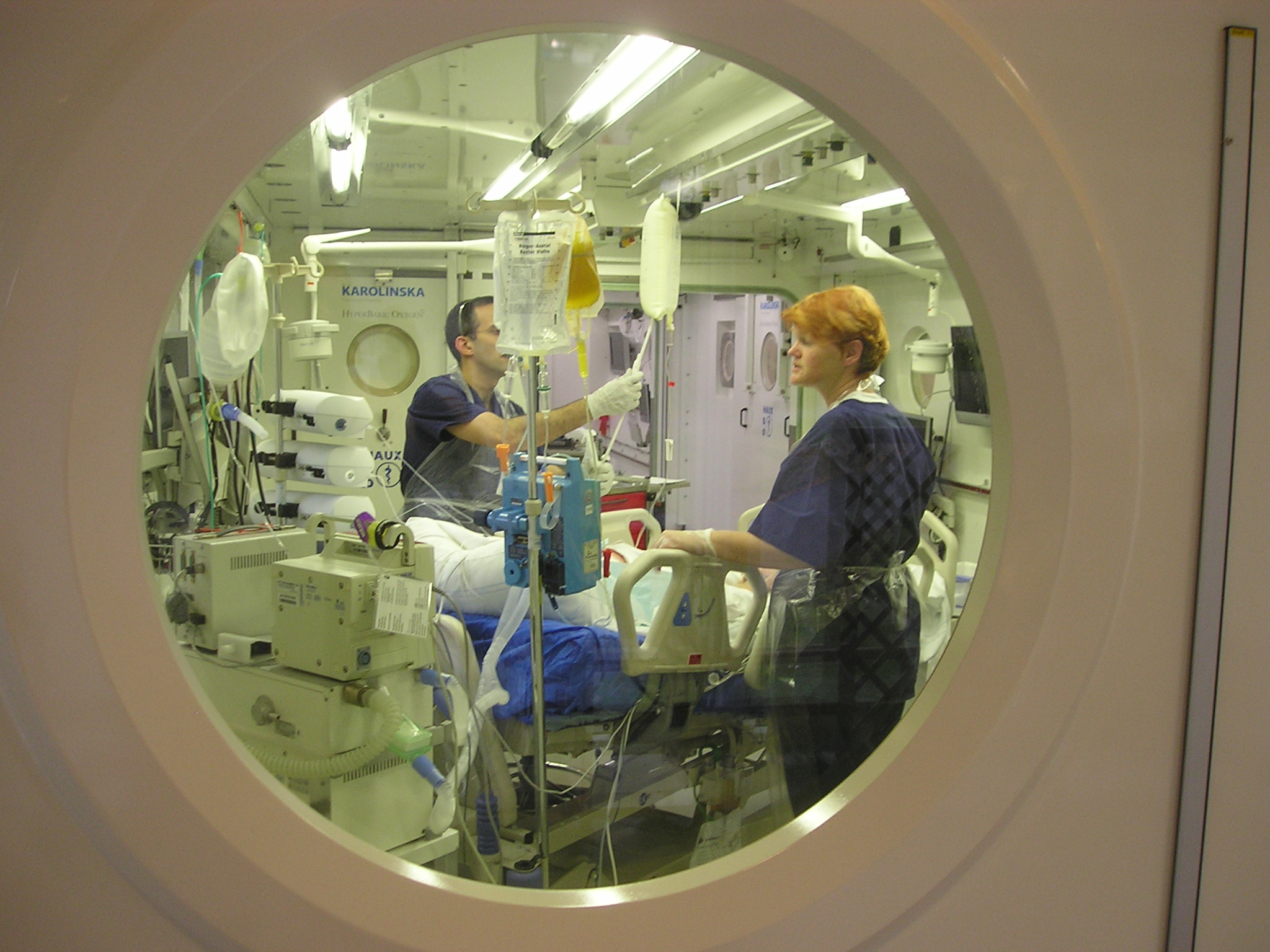
Pohled do vícemístné komory

Hyperbarická oxygenoterapie (anglicky hyperbaric oxygen therapy, HBOT), jinak též hyperbarická kyslíková terapie či hyperbaroxie (HBO) je léčebná metoda vedoucí ke zvýšenému okysličení krve, která se rozvíjí někdy od poloviny 60. let 20. století.

## Historie hyperbaroxie
V 19. století byly v Evropě konstruovány pneumatické instituty na způsob tehdy oblíbených minerálních lázní. Byla zkonstruována první komora umožňující operační zákroky. V roce 1878 demonstroval Paul Bert toxické účinky kyslíku na CNS, v roce 1899 Lorrain-Smith toxické účinky na plicní parenchym.
V roce 1917 zkonstruoval Dräger komoru pro léčbu dekompresní nemoci.
V roce 1918 Cunningham zprovoznil první velkou klinickou komoru téměř 30 metrů dlouhou, posléze v roce 1928 vůbec největší komoru v historii tzv. „Steel Ball Hospital“ vysokou jako 6patrový dům.
Jednalo se však o léčbu bez vědeckého podkladu. Za skutečné zakladatele oboru jsou považováni Brit Churchill-Davidson a holandský chirurg prof. Boerema, kteří publikovali práce koncem 50. a počátkem 60. let 20. století.
Dr. Churchill-Davidson prověřoval účinnost léčebné kombinace radioterapie a HBO u zhoubných nádorů.
Boerema jako první prováděl náročné kardiochirurgické operace v hyperbarické komoře (transpozice velkých cév, korekce Fallotovy tetralogie), ve svých studiích prokázal, že transport fyzikálně rozpuštěného O2 v plazmě v hyperbarickém prostředí stačí k přežití experimentálně vykrvácených zvířat s téměř nulovou hodnotou hemoglobinu. V hyperbarickém prostředí 0,3 MPa při dýchání čistého kyslíku byla zvířata ponechána s nulovými hodnotami hemoglobinu 15 minut a během této doby nebyly zjištěny patologické změny na EKG a EEG, ani změny v parametrech vnitřního prostředí, konkrétně v acidobazické rovnováze. Po retransfuzi krve zvířata žila dále a nedošlo u nich k symptomům z anoxie. Své zkušenosti profesor Boerema shrnul v publikaci z roku 1960 „Life without Blood“. Tato studie, seznamující s možností udržení života bez hemoglobinu pomocí inhalace hyperbarického kyslíku, se stala základním kamenem moderní historie hyperbarické medicíny.

## Popis metody
Hyperbarická oxygenoterapie (hyperbaroxie, dále HBO) je léčebná metoda, spočívající v inhalačním podávání kyslíku za podmínek zvýšeného atmosférického tlaku.
Vzduch obsahuje téměř 21 % kyslíku a 78 % dusíku. Při hyperbaroxii se vdechovaná koncentrace kyslíku blíží 100 %, je tedy 5× vyšší než ve vzduchu. Pracovní tlak v hyperbarické komoře je přitom 2,5–3násobně vyšší než atmosférický tlak. Nabídka kyslíku tedy může být při HBO až 15× vyšší než při dýchání vzduchu za normálních podmínek.
Dochází k plnému dosycení hemoglobinu kyslíkem, mnohonásobnému zvýšení parciálního tlaku kyslíku a jeho fyzikálnímu rozpuštění v krevní plazmě, až 4násobně se prodlužuje difuzní dráha kyslíku ve tkáni.
Všechny tyto děje vedou ke zvýšené dodávce kyslíku tkáním, což může být prospěšné u řady chorob. Kromě toho má hyperbarický kyslík řadu dalších specifických efektů (zmenšení velikosti bublin plynu, snížení otoku ve tkáních, modulace imunitních funkcí v boji proti infekci, snížení průběhu ischemicko-reperfuzního syndromu, stimulace neovaskularizace, fibroblastové proliferace a podobně).
Hyperbarická medicína je obor multidisciplinární – má vztah k mnoha medicínským (ARO, chirurgie, traumatologie, interna, dermatologie, otorinolaryngologie, oftalmologie, ortopedie, pediatrie, neurologie, onkologie, mikrobiologie, urologie, pracovní lékařství, pracovní hygiena, sportovní medicína) i nemedicínským oborům (teorie potápění, dekompresologie, matematické modely jednotlivých typů bublin, teoretická, aplikovaná fyzika apod.).
Při léčbě některých kriticky nemocných pacientů je nutná dokonalá týmová spolupráce. Zejména u těžce traumatizovaných či septických pacientů s plynatou snětí či nekrotizující infekcí měkkých tkání je po adekvátním primárním chirurgickém ošetření a nasazení empirické širokospektré antibioterapie ve spolupráci se Zdravotním ústavem či Národní referenční laboratoří pro anaerobní infekce (rychlá mikroskopická a kultivační diagnostika) vhodná včasná hyperbaroxie. Je často nutná dlouhodobá intenzívní péče včetně řízené či podpůrné umělé plicní ventilace v režii ARO nebo traumatologické či septické JIP, kvalitní ošetřovatelská péče s aplikací moderních trendů ošetřování ran (tzv. systém vlhkého hojení ran- preparáty s hydrokoloidy, polyuretany, algináty, aktivní uhlím, silikonem), aplikace léčebného podtlaku V.A.C. (Vacuum Assist Closure) apod.
Hyperbaroxie je jako každá jiná léčba. Má své indikace, kontraindikace, dávkování, potenciální vedlejší nepříznivé účinky. Takto by se na ni mělo pohlížet – jako na racionální léčbu v jistých klinických situacích, nikoli jako na zázračný lék. Výsledky a účinky by se neměly ani přeceňovat, ani podceňovat. V minulosti bylo odvedeno mnoho práce k získání vědeckých důkazů prospěšnosti terapie u některých indikací. Na druhou stranu u mnoha z nich dnešní důraz na medicínu založenou na důkazech bude v krátké budoucnosti vyžadovat provedení kvalitních prospektivních studií k obhájení rutinního užívání této metody v praxi.

## Teoretické základy – fyzikální zákony, patofyziologické principy hyperbaroxie
Nejdůležitější veličinou, se kterou se v hyperbaroxii setkáváme, je tlak. Lze jej definovat jako účinek síly, působící na jednotku plochy. Hlavní jednotkou tlaku je 1 Pa (Pascal).
Člověk je ve svém životním prostředí vystaven tlaku okolního prostředí. Normální atmosférický tlak při hladině moře činí 101 kPa.

### HBO využívá prakticky fyzikálních zákonů, které platí pro plyny a tekutiny

#### Pascalův zákon
Tlak v plynech a tekutinách se šíří rovnoměrně všemi směry.

#### Boyleův–Mariottův zákon
Součin tlaku a objemu daného váhového množství plynu je za dané teploty konstantní.

#### Daltonův zákon
Výsledný tlak směsi plynů je roven součtu parciálních tlaků jednotlivých plynů.

#### Henryho zákon
Množství plynu rozpuštěného v kapalině závisí přímo úměrně na tlaku plynu nad hladinou a faktoru rozpustnosti.

#### Polytropický děj
Stlačování či rozpínání plynu je spojeno s výměnou tepla s okolím.

#### Vlhkost vzduchu
Při kompresi roste absolutní vlhkost rychleji než maximální.
V praxi se dva posledně jmenované děje projeví vzestupem teploty a relativní vlhkosti během komprese na počátku terapie.
Při dekompresi klesá teplota a maximální vlhkost rychleji než absolutní, je dosaženo rosného bodu a v praxi se to projeví zamlžením prostředí a kondenzací vody v prostoru komory. Tyto fyzikální děje lze částečně zmírnit instalací kvalitní klimatizační jednotky.

### Fyzikální a patofyziologické principy léčby v hyperbarickém prostředí
Samotné účinky vyšších tlaků při hyperbaroxii se projevují v oblasti stlačitelnosti plynů, jejich rozpustnosti a difúzi v tělesných tekutinách a změně jejich fyzikálně-chemického chování při vyšších parciálních tlacích.
Vysvětlení metody, efekty hyperoxie a hyperoxygenace a účinky v organismu:
Existují dva základní patofyziologické principy hyperbaroxie.
První je mechanický efekt, spočívající v redukci velikosti bublin (embolie) u pacientů s různými formami dekompresní nemoci či vzduchové embolie.
Druhý efekt je způsoben mnohonásobným zvýšením parciálního tlaku kyslíku ve tkáních s prodloužením jeho difúzní vzdálenosti, zvýšením množství fyzikálně rozpuštěného kyslíku v plazmě (viz výše) a transportem do tkání postižených ischemií a hypoxií.
Hyperbarická oxygenoterapie (HBO) je léčebná metoda, která se jeví kauzálním způsobem léčby u některých patologických stavů, kde významnou měrou ovlivňuje léčebný výsledek, mortalitu a kvalitu života. U dalších stavů má spíše adjuvantní roli v doplnění konzervativního nebo chirurgického léčebného postupu a zmírnění průběhu onemocnění a redukci následných komplikací. Podání kyslíku za podmínek vyššího atmosférického tlaku neznamená pouze aplikaci „většího množství substrátu“ ve srovnání s podáním za normálního atmosférického tlaku, jak je často nesprávně chápáno, ale HBO má mnoho jedinečných a jinou medikací či lékařskou metodou nenahraditelných efektů včetně signálního efektu vůči DNA (transkripce) s ovlivněním mnoha buněčných procesů (exprese hormonů, enzymů, faktorů, upregulace receptorů).
Bylo zjištěno, že během 24 hodin po aplikaci HBO dochází k významnému ovlivnění více než 8 100 genů, přičemž upregulovány jsou antioxidační, protektivní (hemoxygenáza 1, proteiny tepelného šoku-HSP), protizánětlivé geny a geny pro růstové a reparační faktory a hormony, zatímco geny prozánětlivé a apoptotické geny jsou downregulovány. Hyperbarická hyperoxie přináší několik desítek efektů a změn nejen v oblasti transportu a metabolismu kyslíku, ale také na kardiovaskulární, respirační, neurologické, metabolicko-biochemické, imunitní a enzymatické úrovni. Byly popsány četné efekty hyperoxie a hyperoxygenace ve vztahu k infekci a systémové zánětlivé odpovědi. HBO má vliv na metabolismus mikrobů především díky produkci reaktivních kyslíkových substancí. Je zesílen „respirační burst“ leukocytů, tedy prudké zvýšení spotřeby kyslíku s produkcí reaktivních kyslíkových substancí a následným usmrcením fagocytovaných baktérií, čímž se zlepšuje proces fagocytózy a obranyschopnost organismu.
Adekvátní parciální tlak kyslíku je primární pro efekt některých antimikrobiálních látek. Byl popsán synergický efekt s působením některých antibiotik (např. aminoglykosidy, sulfonamidy), baktericidní efekt vůči striktním anaerobním baktériím, zastavení tvorby alfa toxinu baktérie Clostridium perfringens apod. HBO způsobuje down-regulaci prozánětlivých cytokinů. Byl prokázán pozitivní efekt na průběh ischémicko-reperfúzního (I-R) poranění, systémové zánětlivé odpovědi, multiorgánové dysfunkce, septického šoku a těžké akutní pankreatitidy. Dochází k snížení vzájemné interakce aktivovaných polymorfonukleárů s endotelem kapilár downregulací adhezivních molekul CD11 a CD18 a adhezivních molekul endotelu typu ICAM-1 a P-Selektinu.

## Typy, rozdělení a vybavení hyperbarických komor, způsoby aplikace kyslíku
Hyperbarické komory jsou ocelové tlakové nádoby, jejich provoz podléhá přísným bezpečnostním opatřením a speciálním technickým normám

### Tlakové komory, které vytvářejí hyperbarické prostředí, lze rozdělit podle

#### Určení
- komory léčebné,
- potápěčské,
- komory pro experimentální lékařský výzkum.

#### Velikosti
- komory malé s objemem asi 1 m krychlový,
- střední s objemem 4–8 m krychlových,
- velké s objemem několika desítek metrů krychlových.

#### Plnění
Malé komory bývají plněny kyslíkem, velké vzduchem. Některé potápěčské a experimentální komory se plní i jinými plyny, např. směsí kyslíku a helia.

#### Vybavení hyperbarických komor, způsoby aplikace kyslíku
Pro léčebné účely se využívají komory všech velikostí, nejrozšířenější jsou komory malé – jednomístné. U jednomístných komor však není během léčby přítomen zdravotnický pracovník a není ani k pacientovi během léčby přístup. V kyslíkem plněných komorách pacienti dýchají kyslík přímo z prostředí komory, je zde však velké nebezpečí vzniku požáru.U vzduchem plněných komor je kyslík dodáván z tlakových kyslíkových lahví či zásobního tanku, v nemocnicích častěji z centrálního rozvodu.
Pacienti inhalují kyslík skrze těsnicí masku z dýchacího přístroje, jenž se nazývá dýchací automatika. Svým nádechovým úsilím otevírají membránu a tím přívod kyslíku. Další možností je podání kyslíku přes vak a masku s výdechovou membránou. Také je možno kyslík aplikovat do "kyslíkové helmy". Dětem lze kyslík podat dětským anesteziologickým systémem nebo užít kyslíkový stan. Pacienti v bezvědomí jsou ventilováni plicním ventilátorem přes orotracheální či tracheostomickou kanylu. Pacienti s tracheostomií se zachovalou spontánní ventilací dýchají kyslík z vaku přes Rubenův ventil nebo jiný systém.
Střední a velké komory bývají vybaveny předkomorou, která umožňuje vstup a výstup z komory během pracovní expozice za účelem vstupu lékaře při indispozici pacienta, ukončení terapie indisponovaného pacienta, vykonání tělesné potřeby apod.
Plášť komory je vybaven několika průzory k lepší možnosti sledování pacientů z vnějšího prostředí. Dále je zde tzv. podávací prostor, umožňující za provozu vkládat předměty do komory, nebo je vyndávat ven z komory.

## Seznam indikovaných diagnóz

### Akutní
- Otrava oxidem uhelnatým,kouřovými plyny,
- dekompresní choroba,
- plynová embolie,
- akutní traumatická ischemie svalová, drtivé poranění končetin,
- těžká anaerobní nebo smíšená bakteriální infekce měkkých tkání, fasciitida, myonekroza, plynatá sněť,
- reperfuzní syndrom po invazivním cévním výkonu,
- replantace končetiny.

### Chronické
- postradiační poškození (osteoradionekroza, nekroza měkkých tkání – cystitida, enteritida, proktitida, hrtan, CNS ap.),
- prevence při chirurgickém zákroku – implantace na ozářených tkáních, extrakce zubu,
- diabetické defekty,
- ischedismuttazamické vředy a defektypersistující navzdory poskytované optimální léčbě,
- neuroblastom IV. st.,
- náhlá hluchota,
- tinitus,
- problematické kožní štěpy a volné svalové laloky,
- refrakterní chronická osteomyelitida, algoneurodystrofie, vybrané nehojící se infikované defekty navzdory poskytované optimální léčbě,
- akutní uzávěry sítnicové tepny,
- popáleniny nad 20 % TBSA st. 2 a více (s výjimkou hlavy, rukou a hráze),
- postanoxická encephalopatie,
- cystoidní pneumatóza střeva.

## Kontraindikace
- neošetřený pneumothorax,
- během expozice (zejména během dekomprese na konci terapie) hrozí vývoj tensního PNO,
- je nutno na něj myslet u stavů spojených s traumatem hrudníku či po kanylaci centrálního žilního řečiště (auskultace, RTG plic),
- dlouhodobá léčba některými léky,
- kardiotoxická cytostatika (doxomycin, cis-platina),
- disulfiram (Antabus) , který blokuje tvorbu superoxiddismuttázy (vysoká toxicita 02 radikálů),
- akutní infekt HCD, akutní sinusitida, neprůchodnost paranasálních dutin či Eustachovy trubice, těžké ušní afekce či operace v anamnéze,
- (bolesti hlavy, uší při nemožnosti vyrovnat tlakový gradient mezi jednotlivými dutinami),
- těžké astma bronchiale, chronická obstrukční choroba s emfyzémem,
- klaustrofobie, křečové onemocnění v anamnéze patří mezi relativní kontraindikace zejména ve vztahu k indikační naléhavosti.

## Rizika a omezení
- Léčba hyperbarickým kyslíkem je obecně považována za bezpečnou léčebnou proceduru, přesto je však protrahovaná inhalace hyperbarického kyslíku potenciálně toxická. Toxicitu mohou ovlivnit jisté stavy či medikace (kortikoidy, insulin, adrenalin, noradrenalin, inhalace C02, horečka). Prevencí je dodržení léčebného režimu a stanoveného počtu expozic.
- Mechanismus toxicity vyplývá ze zvýšené tvorby volných reaktivních kyslíkových (superoxid, hydroxylový radikál) a dusíkatých radikálů (oxid dusnatý, nitráty, nitrity a zejména nejtoxičtější molekula peroxodusitan) a z následného poškození buněčných membrán a tkání mechanismem peroxidace (aminokyselin, tuků, DNA). Výsledný stav je dán poměrem vytvořených radikálů a na druhé straně stavem antioxidačních mechanismů. Antioxidační mechanismy tvoří enzymatické i neenzymatické systémy: superoxid dismutáza, kataláza, glutathion peroxidáza a reduktáza, z neenzymatických pak glutathion, selen, taurin, vitamíny E a C.
- Důležitou roli zde hrají určité adaptační schopnosti organismu. Během expozice HBO sice dojde k určitému poškození výše uvedených struktur, současně však dojde k rychlému nastartování ochranných procesů na buněčné a podbuněčné úrovni – zvýšené aktivitě antioxidačních mechanismů, expresi transkripčních faktorů, tvorbě ochranných bílkovin typu HSP (proteiny tepelného šoku), HO-1 (hem oxygenáza-1) apod. Výsledkem těchto procesů je reparace (rychlá oprava poškozených úseků ve šroubovici DNA), nebo rychlé odstranění ireverzibilně poškozených buněk procesem apoptózy a současné vytvoření ochranných mechanismů proti dalšímu poškození.

### Toxicita O2

#### plicní forma
- Za normobarických podmínek se první projevy objeví při inhalaci čistého O2 po dobu delší než 12–16 hodin.
- Klinické projevy, patologicko-anatomické a RTG známky jsou podobné jako u ARDS.
- Příznaky – podráždění DC, sucho v ústech, hyperemie, bolest na prsou, kašel, dušnost, nevolnost, zvracení, pokles plicní poddajnosti, vitální kapacity, zvýšení kapilární prostupnosti se zvýšením extravaskulární plicní vody s následnou hypoxémií a hyperkapnií.
- Prevence – omezení počtu sezení během jedné léčebné série na 30 expozic, zejména u opakované expozice během jednoho roku u pacientů s plicním onemocněním.

#### CNS forma
- Příznaky – neklid, zmatenost, sluchové, zrakové a čichové vjemy, svalové záškuby kolem úst a očí, pocení, nevolnost, zvracení, křeče s bezvědomím buď ihned, nebo následují po výše uvedených příznacích (zpočátku tonické, posléze i klonické typu GM) s incidencí kolem 0,1 promile (1 : 10 000 expozic)
- léčba: odstranění O2, antioxidační látky (vit. C, E), zvážit další pokračování HBO, event. snížit léčebný tlak,
- inhalace O2 s přestávkami prokazatelně oddalují projevy jak CNS, tak plicní toxicity,
- neprovádět nebo přerušit již prováděnou dekompresi komory pro riziko barotraumatu.

#### barotrauma plic, nosních dutin, středouší
Při nemožnosti vyrovnání tlakových změn u pacientů v bezvědomí či nespolupracujících je indikována oboustranná paracentéza.

#### bradykardie a hypertenze
Nebezpečné zvláště u dekompenzovaných hypertoniků.

#### reverzibilní myopie
Z měny refrakční síly čočky – (v průměru 0,64 dioptrie) – reverzibilní do 6-8 týdnů

## Přehled léčebných center v Česku

### České Budějovice
Nemocnice České Budějovice – Oddělení úrazové a plastické chirurgie

### Hostinné
RHB ústav Hostinné

### Hronov
Prajzko Hronov, a. s. – soukromé sanatorium

### Kladno
Nestátní zdravotnické zařízení Kübeck, s. r. o. – Ambulance hyperbarické oxygenoterapie a, poradna pro potápěče
http://www.hyperbarickakomora.cz/

### Most
Nestátní zdravotnické zařízení – Ambulance hyperbarické oxygenoterapie

### Ostrava
Městská nemocnice Ostrava – Centrum hyperbarické medicíny
Hyperbarická komora v Městské nemocnici Ostrava byla uvedena do provozu v roce 1965 na popud tehdejšího vedení OKD a Městské nemocnice v souvislosti se vzrůstajícím množstvím pracovníků postižených těžkým pracovním úrazem či otravou oxidem uhelnatým v tehdejším těžkém průmyslu. Jednalo se o první a současně největší komoru v tehdejším Československu a v bývalém východním bloku.

### Pardubice
Nemocnice Pardubice – Centrum hyperbarické medicíny

### Plzeň
- Fakultní nemocnice Plzeň – Oddělení klinické farmakologie (Bory)
- Fakultní nemocnice Plzeň – I. interní klinika (Lochotín) Provoz ukončen k 20. 2. 2015.

### Praha
- Všeobecná fakultní nemocnice v Praze – IV. interní klinika
- Nemocnice Na Homolce – ARO
- Ústav leteckého zdravotnictví – budova ústavu v areálu Ústřední vojenské nemocnice

### Ústí nad Labem
Almedea, s. r. o. – Hyperbarick33